# Sergio Pérez (pilota automobilistico)
Sergio Michel Pérez Mendoza, detto Checo (Guadalajara, 26 gennaio 1990), è un pilota automobilistico messicano.
Ha fatto il suo debutto in Formula 1 nel 2011 con la Sauber. Nella stagione successiva, raccoglie ottimi risultati (tra i quali, si segnalano tre podi) che gli fanno guadagnare il passaggio alla McLaren nel 2013, in sostituzione del britannico Lewis Hamilton. Tuttavia, dopo una stagione tutt'altro che entusiasmante e ricca di risultati (e che, anzi, lo vede spesso in lotta con il compagno di squadra, Jenson Button) con la squadra britannica, viene ingaggiato dalla Force India (successivamente divenuta Racing Point): in queste due scuderie, Perez è complessivamente salito sul podio in sette gare. Nel 2020, inoltre, ha ottenuto la prima vittoria della sua carriera vincendo il Gran Premio del Sakhir, diventando il secondo messicano dopo Pedro Rodríguez de la Vega a vincere un Gran Premio (oltre che il primo in assoluto, nella storia della Formula 1, a vincere un Gran Premio dopo essere stato classificato in ultima posizione alla fine del primo giro).
Dal 2021 al 2024 gareggia con il team anglo-austriaco Red Bull Racing con il quale raccoglie i suoi migliori risultati in carriera, cogliendo 5 vittorie e laureandosi vice-campione del mondo nel 2023, alle spalle del compagno di squadra Max Verstappen.

## Carriera

### Gli inizi
Pérez iniziò a correre con i kart nel 1996, ottenendo in quel periodo 4 vittorie e finendo al secondo posto. Nel 1997 ha partecipato alla Categoria Giovani, diventando il pilota più giovane, ottenendo una vittoria, 5 podi arrivando 4º in campionato. Nel 1998 è tornato a gareggiare in questa categoria, nella quale ha ottenuto 8 vittorie; alla fine dell'anno diventa campione e il "pilota più giovane" a farlo. Nella stagione 1999 corre nella categoria Shifter 80 cc in cui accumula 3 vittorie e conclude il campionato al 3º posto. Allo stesso modo, diventa il pilota più giovane a vincere una gara nella categoria, dopo aver ottenuto un permesso speciale dalla Federazione per poter partecipare allo Shifter 80 cc. Nel 2000 partecipa a 3 gare nella categoria 125 cc Shifter al Telmex Challenge. L'anno successivo partecipa al 125 cc Shifter regionale e vince il campionato e diventando il pilota più giovane a gareggiare nella categoria. L'Escudería Telmex, il progetto per promuovere i giovani talenti in Messico, inizia a mostrare interesse per le sue prestazioni. Con 6 vittorie nel 2002, viene nominato secondo classificato nazionale in Messico nella categoria Shifter 125 cc.
Nel 2003 è leader in due campionati nella Shifter 125cc, ma gli viene ritirata la licenza per le ultime 7 gare. Tuttavia, il Telmex Challenge termina in terza posizione, oltre a classificarsi al secondo posto nella Coppa del Messico. Nello stesso anno è invitato a partecipare all'Easy Karts 125 Shootout in tutto il mondo; riesce a qualificarsi ed essere nominato pilota più giovane della categoria.
Nel 2004 passa alle monoposto, quando prese parte al campionato statunitense Skip Barber Formula Dodge Series alla guida di una vettura sponsorizzata dalla società di telecomunicazioni messicana Telmex, finendo all'undicesimo posto e venendo nominato miglior esordiente ottenendo cinque podi. Diventa il più giovane pilota messicano a vincere una gara all'estero in vetture di tipo Formula, battendo Ricardo Rodríguez. Inoltre, ha ottenuto una vittoria quando è stato invitato in Formula Vee a Guadalajara, sua città natale, e in 7 gare è arrivato tra i primi 10.
Nel 2005 si trasferì in Europa per partecipare al campionato tedesco di Formula BMW ADAC. Terminò il campionato al 14º posto, guidando per il Team Rosberg. L'anno successivo finì il campionato al 6º posto. Contemporaneamente, nel campionato A1 Grand Prix, Pérez prese il via in una singola prova all'A1 Team Mexico, divenendo il terzo pilota più giovane a prendere parte alla competizione.
Nel 2007 passò alla F3 inglese. Gareggiò nella National Class – per telai vecchi – con la squadra T-Sport, vincendo il campionato con un notevole margine. Egli vinse due terzi delle gare ottenendo altrettante pole position. L'anno seguente, il messicano e la squadra T-Sport passarono nella classe regina del campionato internazionale, dove Pérez fu uno tra i pochi piloti ad essere dotato di un motore Mugen Honda. Dopo aver guidato il campionato all'inizio della stagione, alla fine chiuse al 4º posto.

### GP2 Series
Al termine della stagione 2008 Pérez si accordò con la Campos Grand Prix per disputare il campionato GP2 Asia Series 2008-2009 come compagno di squadra del pilota russo Vitalij Petrov, diventando il primo pilota messicano a competere a questo livello da quando Giovanni Aloi aveva preso parte al campionato internazionale Formula 3000 nel 1990. Pérez ottenne due vittorie ed il settimo posto nella classifica generale.
Passò quindi alla Arden International per la GP2 Series 2009, guidando al fianco del campione di Formula Tre Edoardo Mortara. Pérez finì dodicesimo in classifica, con un secondo posto a Valencia come miglior risultato. Al termine della stagione disputò due gare della GP2 Asia Series 2009-2010 per la Barwa Addax, sfruttandole come test per la stagione 2010 della GP2, che disputò sempre con la scuderia spagnola. Nel campionato di GP2 il pilota messicano si mise in luce, conquistando cinque vittorie e contendendo il titolo a Pastor Maldonado fino alla penultima gara della stagione.

### Formula 1

#### Sauber (2011-2012)

##### 2011
Il 4 ottobre 2010 la Sauber annunciò l'ingaggio di Pérez per le successive due stagioni di Formula 1, al fianco del giapponese Kamui Kobayashi. Il pilota messicano portò al team svizzero l'appoggio economico della Telmex, che lo aveva sostenuto per gran parte della sua carriera.

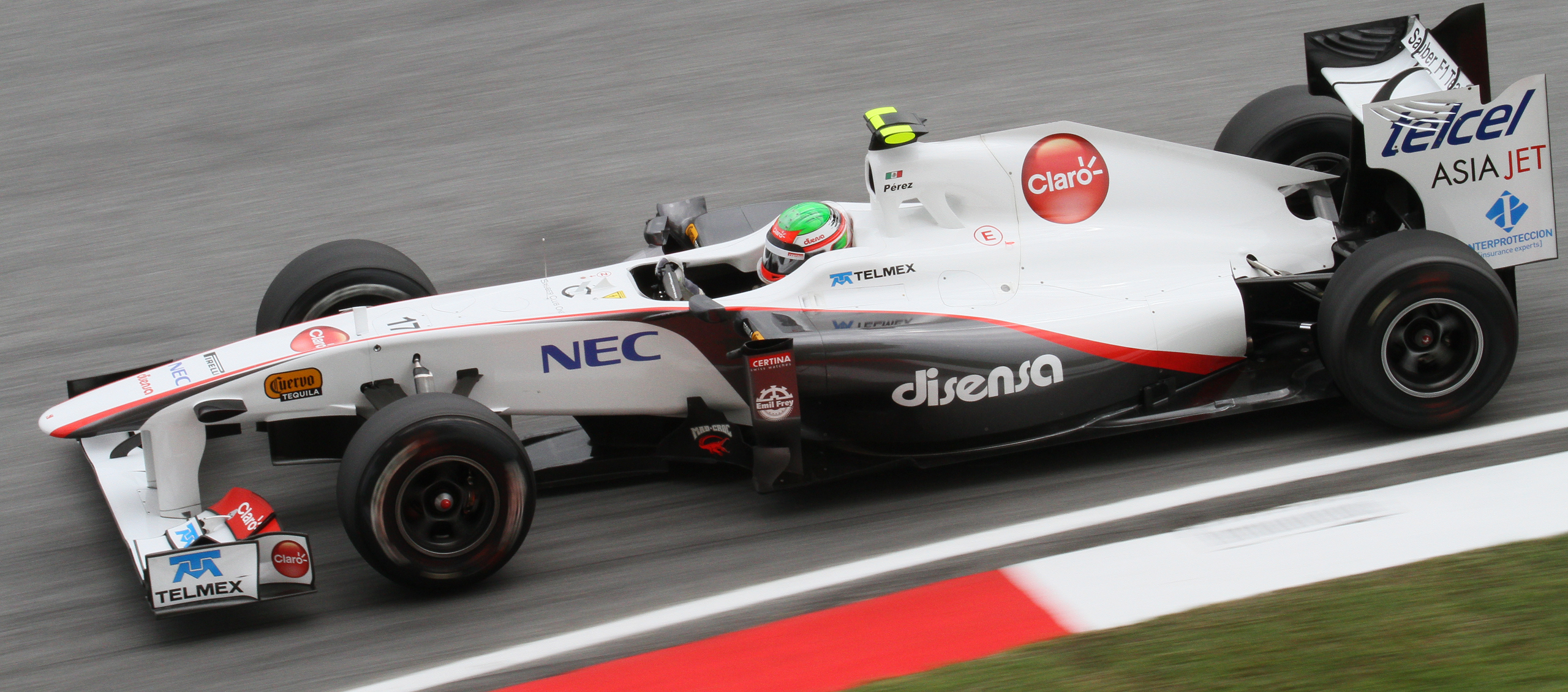
Perez alle prove libere del Gran Premio della Malesia 2011

Pérez fece quindi il suo debutto in Formula 1 nel Gran Premio d'Australia 2011, a Melbourne. Il pilota messicano si mise subito in luce, giungendo settimo al traguardo dopo essere stato l'unico a completare la gara con un solo cambio gomme, ma venne squalificato per un'irregolarità dell'alettone posteriore della sua vettura. Dopo tre gare senza particolari acuti, nel Gran Premio di Spagna Pérez conquistò il nono posto ed i primi punti in carriera. Durante le qualifiche del Gran Premio di Monaco il pilota messicano ebbe un violento incidente all'uscita del tunnel, non disputando la gara per timore di postumi dell'incidente. Al termine delle prove libere del successivo Gran Premio del Canada Pérez accusò malessere, venendo sostituito da de la Rosa per il resto del week-end di gara.
Tornato regolarmente in pista nel Gran Premio d'Europa, nel seguente Gran Premio di Gran Bretagna il pilota messicano ottenne il miglior piazzamento stagionale, tagliando il traguardo in settima posizione. Nel resto della stagione Pérez non ottenne risultati di particolare rilievo, giungendo in zona punti in altre tre occasioni e chiudendo al sedicesimo posto nella classifica assoluta, con 14 punti.

##### 2012

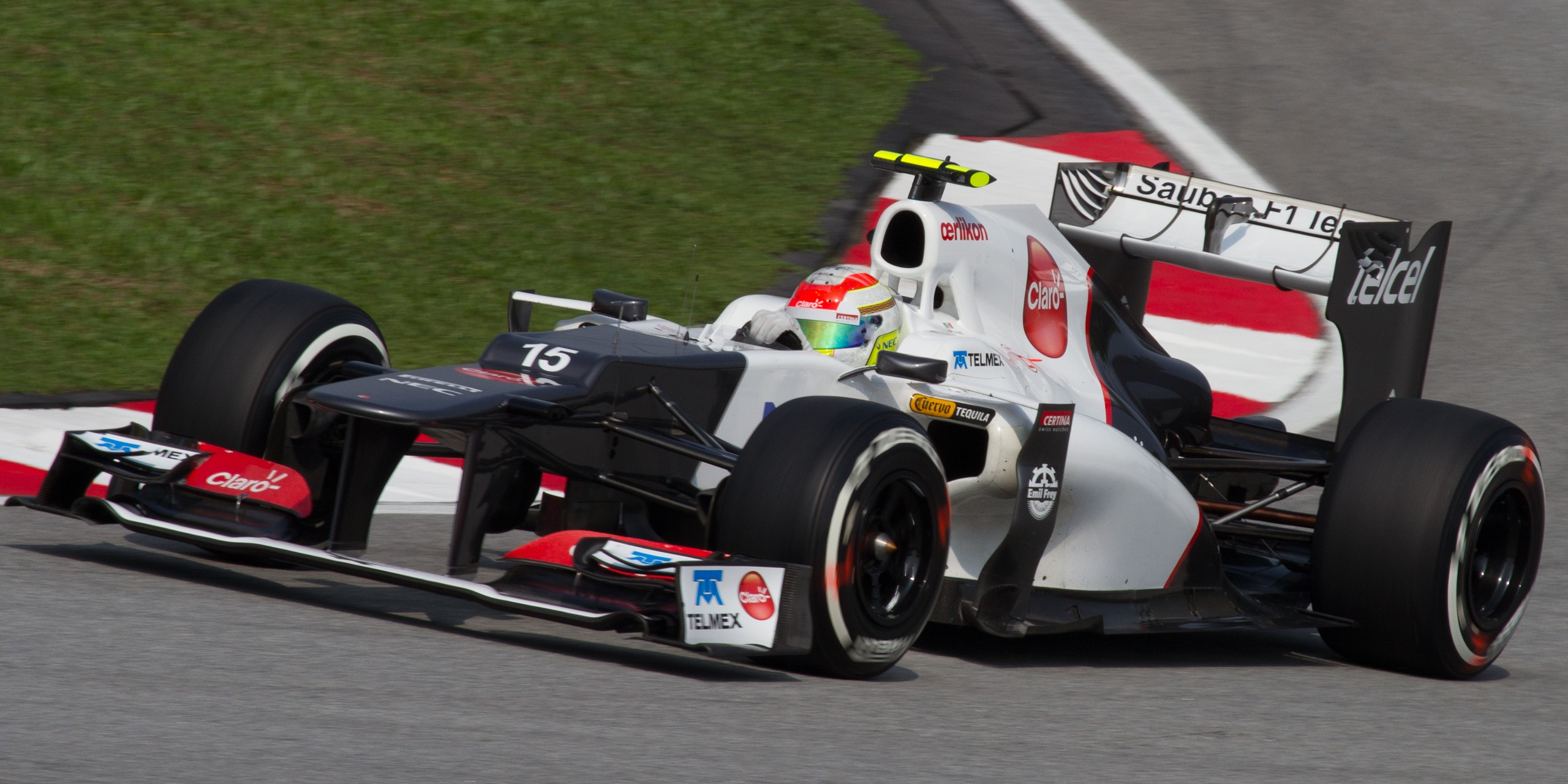
Perez impegnato durante le qualifiche del Gran Premio della Malesia 2012. In gara conquistò il suo primo podio, ottenendo il secondo posto.

La stagione 2012 iniziò in modo positivo per Pérez, che, dopo aver chiuso in ottava posizione il Gran Premio inaugurale in Australia, conquistò il primo podio in carriera nel Gran Premio della Malesia, nel quale giunse al traguardo al secondo posto dopo aver lottato per la vittoria con Fernando Alonso. Fu il primo podio in Formula 1 per un messicano dal Gran Premio d'Olanda 1971. Dopo alcune gare fuori dai punti, nel Gran Premio del Canada il pilota messicano finì nuovamente a podio, chiudendo al terzo posto dopo essere scattato dalla quindicesima posizione.
Nel Gran Premio di Germania Pérez tagliò il traguardo in sesta posizione dopo una rimonta dal diciassettesimo posto in griglia di partenza, mentre nel Gran Premio del Belgio fu coinvolto in un incidente alla prima curva e costretto al ritiro dopo essersi qualificato in quarta posizione. Pérez ebbe occasione di rifarsi già nel successivo Gran Premio d'Italia, dove, anche grazie ad un'ottima strategia, rimontò dalla quindicesima piazza in griglia fino al secondo posto finale, alle spalle di Lewis Hamilton. All'indomani del Gran Premio di Singapore fu annunciato il suo passaggio in McLaren per la stagione successiva; da quel momento, però, Pérez non riuscì più a segnare punti, ottenendo due undicesimi posti come miglior risultato nelle ultime sei gare del campionato. Il pilota messicano chiuse il 2012 al decimo posto nella classifica generale, con 66 punti.

#### McLaren (2013)

##### 2013

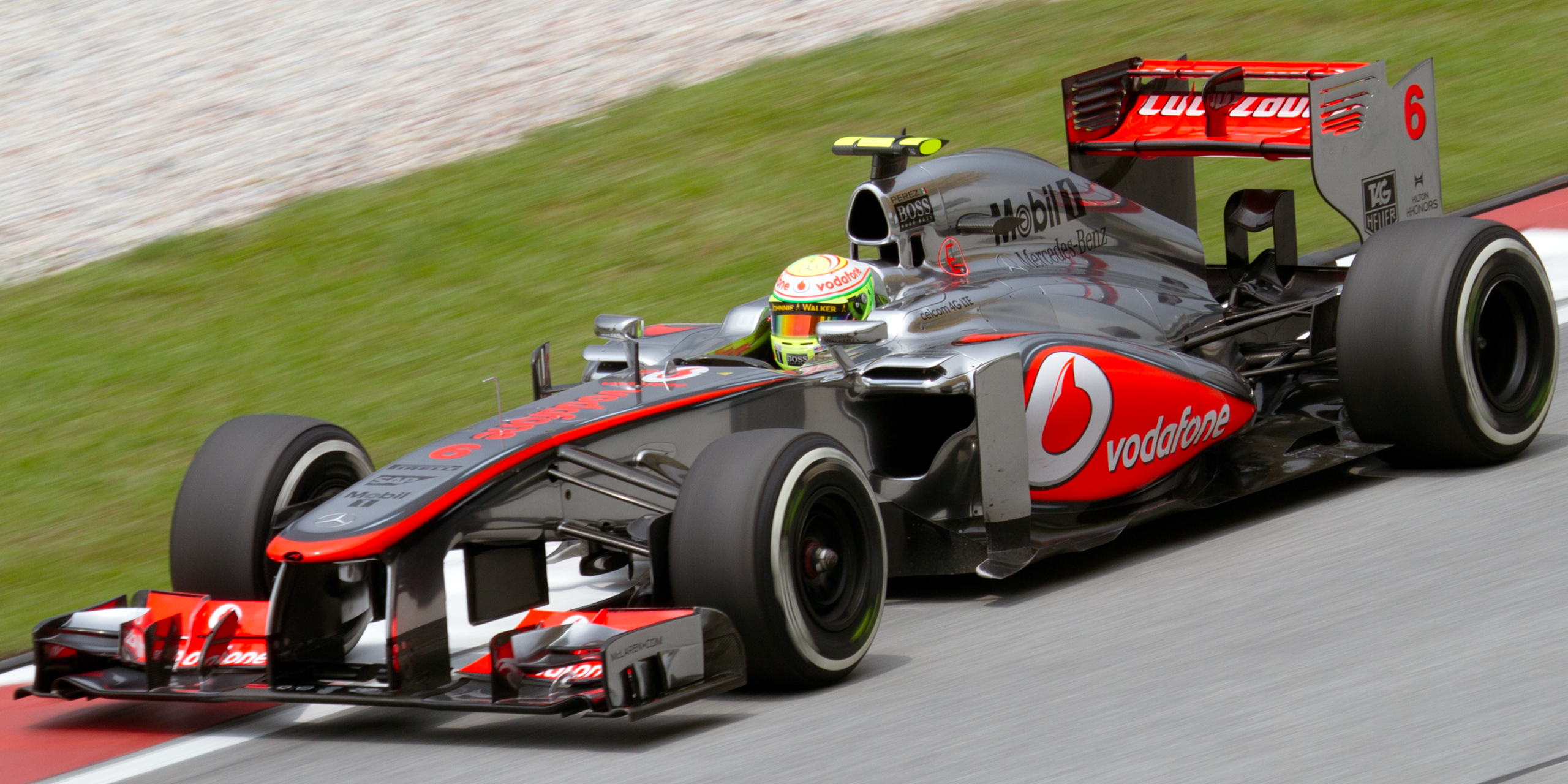
Sergio Perez al Gran Premio della Malesia 2013

Il 28 settembre 2012 fu ufficializzato il suo passaggio alla McLaren per la stagione 2013 al posto di Lewis Hamilton, passato alla Mercedes..
Nelle prime gare della nuova stagione, però, il messicano non ottenne dei buoni risultati, anche per via della scarsa competitività della vettura: nei primi tre Gran Premi Pérez andò a punti solo in Malesia, dove tagliò il traguardo in nona posizione dopo aver fatto segnare il giro più veloce in gara per la seconda volta in carriera. In Bahrein il pilota messicano si rese protagonista di diversi sorpassi, conquistando il sesto posto finale; giunse nuovamente a punti nel successivo Gran Premio di Spagna, chiuso in nona posizione.
A Monaco Pérez si mise in luce per una condotta di gara piuttosto aggressiva: il pilota messicano sopravanzò il compagno di squadra Button e Fernando Alonso, ma venne in seguito a contatto con Kimi Räikkönen e si ritirò a poche tornate dal termine per un contatto con un muretto.
Dopo tre gare di fila senza alcun punto, tornò a marcare punti nel Gran Premio di Germania, nel quale tagliò il traguardo in ottava posizione. Nel Gran Premio d'India Pérez conquistò il miglior risultato stagionale per sé e per la scuderia, giungendo quinto dopo aver occupato a lungo le prime posizioni. Tuttavia, all'indomani del Gran Premio di Abu Dhabi lo stesso pilota messicano diramò un comunicato ufficiale nel quale rendeva noto di non essere stato confermato per la stagione seguente dalla scuderia britannica, che gli preferì il debuttante Kevin Magnussen.

#### Force India (2014-2018)

##### 2014

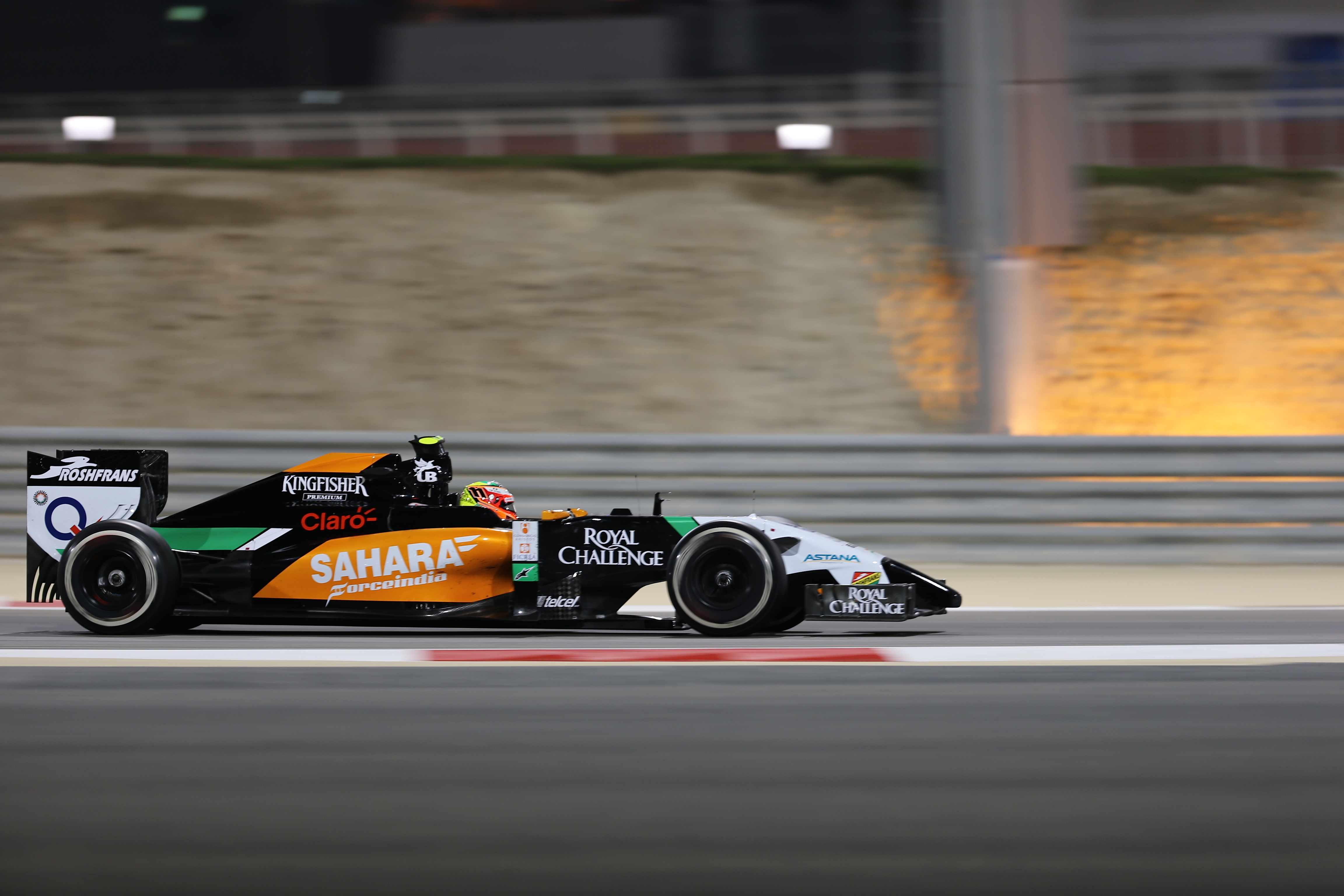
Il messicano al Gran Premio del Bahrain 2014.

Nel dicembre 2013 fu ufficializzato il passaggio di Pérez alla Force India per la stagione 2014, realizzatosi anche grazie ad un supporto di sponsor personali quantificato in circa 15 milioni di Euro. Il pilota messicano andò ad affiancare il tedesco Nico Hülkenberg.
Il debutto nella nuova scuderia fu difficile per Pérez, che alla prima gara della stagione, in Australia, fu nettamente battuto dal compagno di squadra, giungendo decimo al traguardo dopo essere partito dalla sedicesima posizione, mentre nel successivo Gran Premio della Malesia fu costretto al ritiro prima della partenza per un problema tecnico. Dopo queste delusioni Pérez si rifece in Bahrein, dove conquistò il terzo gradino del podio dopo essere scattato dalla quarta posizione in griglia.
Dopo aver ottenuto due noni posti in Cina e in Spagna, a Monaco il pilota messicano uscì di scena già al primo giro in seguito a un contatto con Jenson Button. Anche nel Gran Premio del Canada Pérez, dopo aver occupato a lungo le prime posizioni, venne coinvolto in un incidente con Felipe Massa, in seguito al quale venne penalizzato di cinque posizioni sulla griglia di partenza per il successivo Gran Premio d'Austria.
Nonostante la penalità il pilota messicano riuscì a giungere a punti, conquistando il sesto posto grazie ad una tattica di gara indovinata. Nella seconda metà di stagione la competitività della vettura diminuì, ma Pérez riuscì a mettere a segno una serie di cinque risultati utili a partire dal Gran Premio del Belgio. La serie fu interrotta nel Gran Premio degli Stati Uniti, nel quale il pilota messicano si ritirò dopo un contatto con Adrian Sutil.
Pérez chiuse la stagione con un settimo posto nel conclusivo Gran Premio di Abu Dhabi, conquistando il decimo posto nella classifica generale con 59 punti.

##### 2015

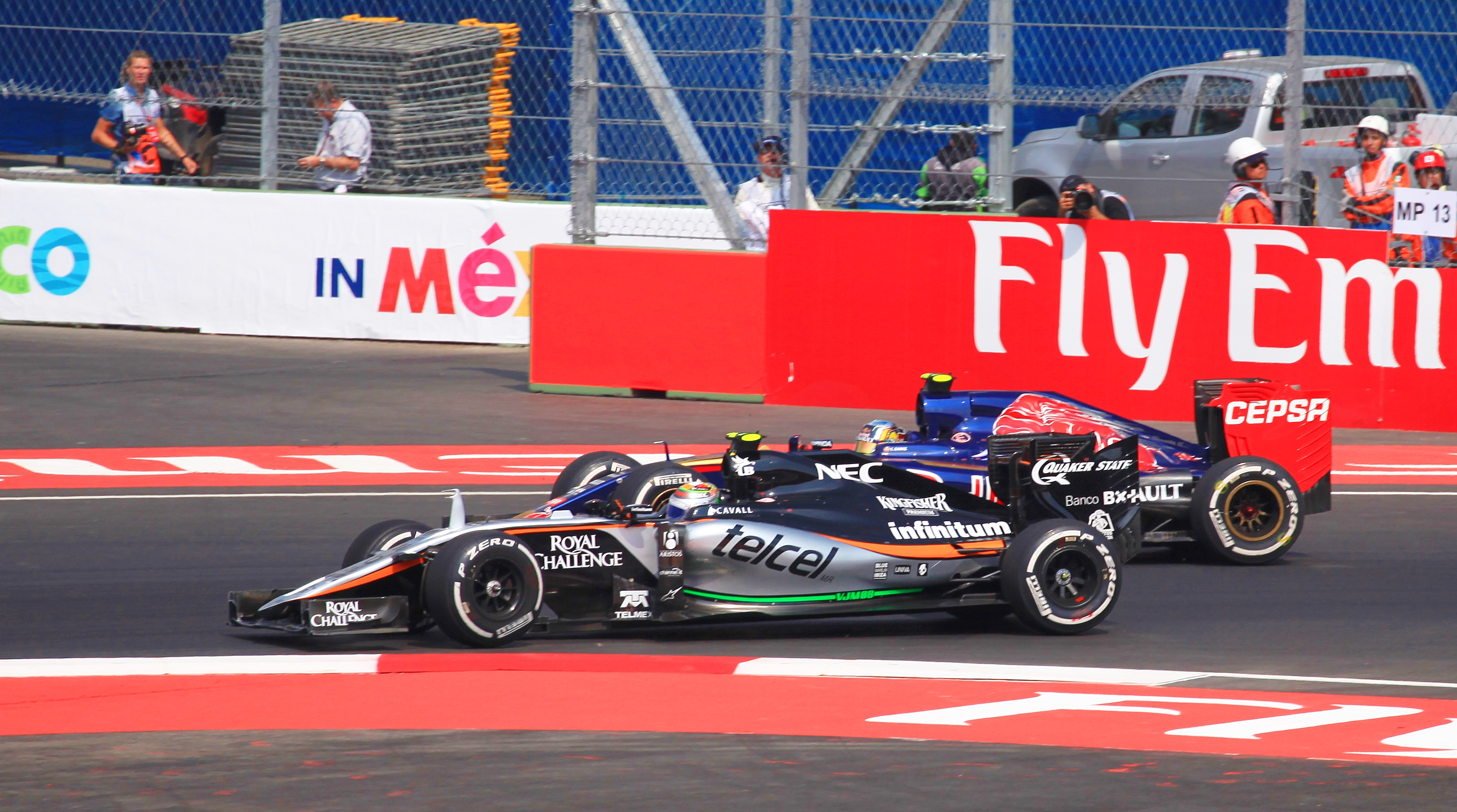
Pérez impegnato in un duello con Sainz durante il Gran Premio di casa del 2015, da lui chiuso in ottava posizione

La stagione 2015 ebbe un inizio difficile per la Force India, che riuscì a far scendere in pista la nuova VJM08 solo nell'ultima sessione di test invernali. Nell'inaugurale Gran Premio d'Australia, in una gara caratterizzata da numerosi ritiri, Pérez tagliò il traguardo in decima posizione, precedendo però solo la McLaren di Jenson Button.
Nella prima parte dell'anno il pilota messicano ottenne pochi risultati di rilievo, con un settimo posto nel Gran Premio d'Austria come miglior piazzamento. Nel Gran Premio di Gran Bretagna la Force India introdusse una versione profondamente evoluta della monoposto, che si rivelò nettamente più competitiva. In Belgio Pérez scattò dalla quarta posizione in griglia, occupando anche il secondo posto nelle prime tornate e tagliando il traguardo al quinto posto. Nel Gran Premio di Russia il pilota messicano sfruttò un cambio gomme anticipato ed effettuato in regime di safety car per risalire fino alla terza posizione. Nelle ultime tornate Pérez perse la posizione a favore di Valtteri Bottas e Kimi Räikkönen, conquistando però il podio in seguito al contatto tra i due piloti finlandesi nell'ultimo giro. A conferma dei progressi della monoposto ottenne altri due quinti posti e fu in grado di piazzare la sua vettura in seconda fila durante le qualifiche del Gran Premio di Abu Dhabi. Chiuse quindi la stagione al nono posto, davanti al compagno di squadra.

##### 2016

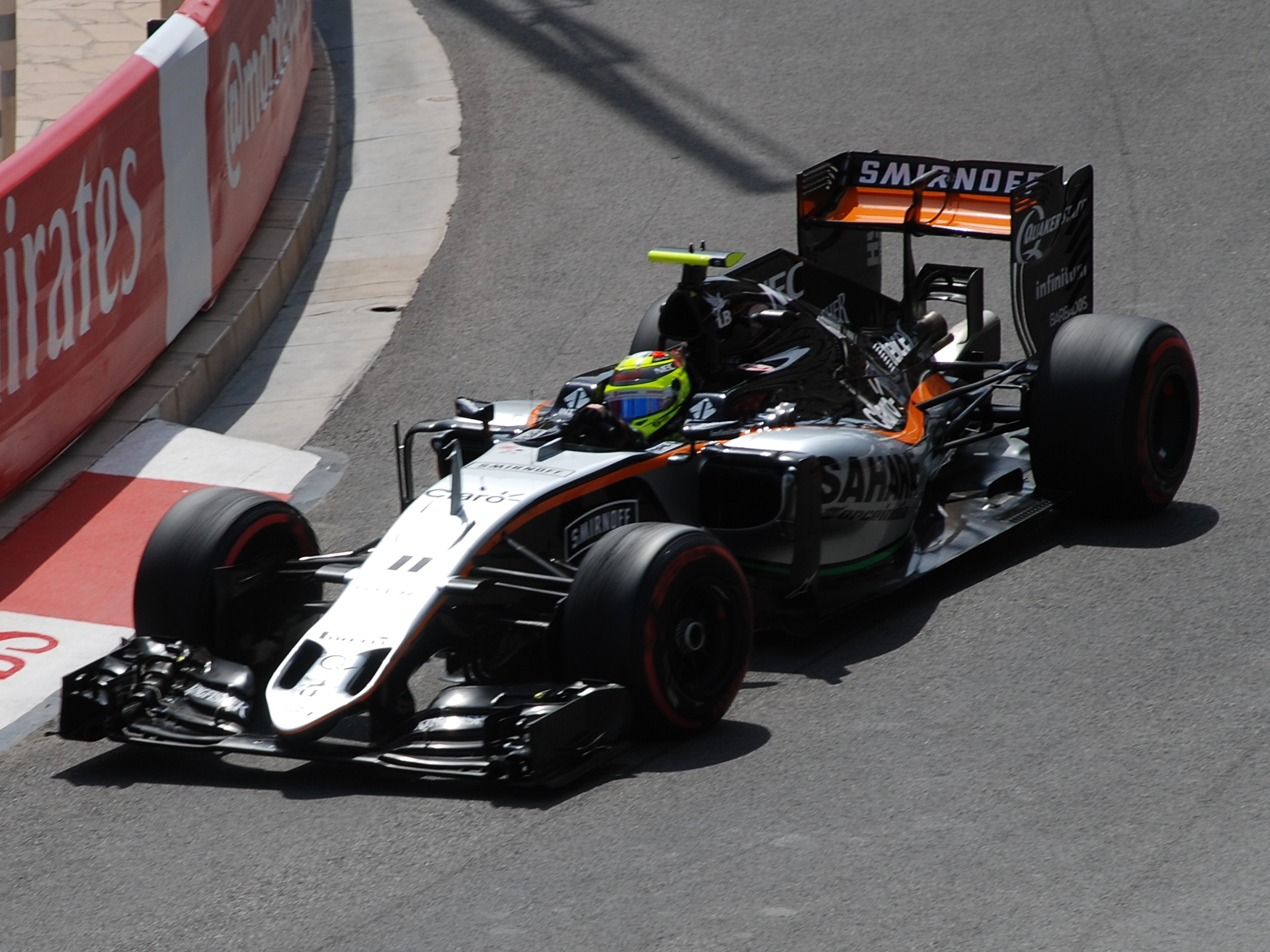
Perez a Monaco dove conquisterà un podio davanti a Sebastian Vettel.

Dopo un inizio di stagione non fortunato (zero punti nelle prime 3 gare), nel Gran Premio di Russia Pérez conquistò i suoi primi punti giungendo nono. Seguì una serie di altri quattro risultati utili consecutivi, con un settimo posto a Barcellona e due terzi posti a Monaco e in Azerbaigian, dove si era qualificato secondo salvo poi retrocedere di 5 posizioni per la sostituzione del cambio.
Interrotta la serie positiva nel Gran Premio d'Austria, nel quale fu classificato diciassettesimo nonostante si fosse ritirato nelle fasi finali di gara, nelle gare seguenti Pérez continuò a ottenere dei buoni piazzamenti, come il quinto posto in Belgio e il quarto in Brasile, risalendo al settimo posto nella classifica generale e chiudendo con 101 punti in classifica.

##### 2017

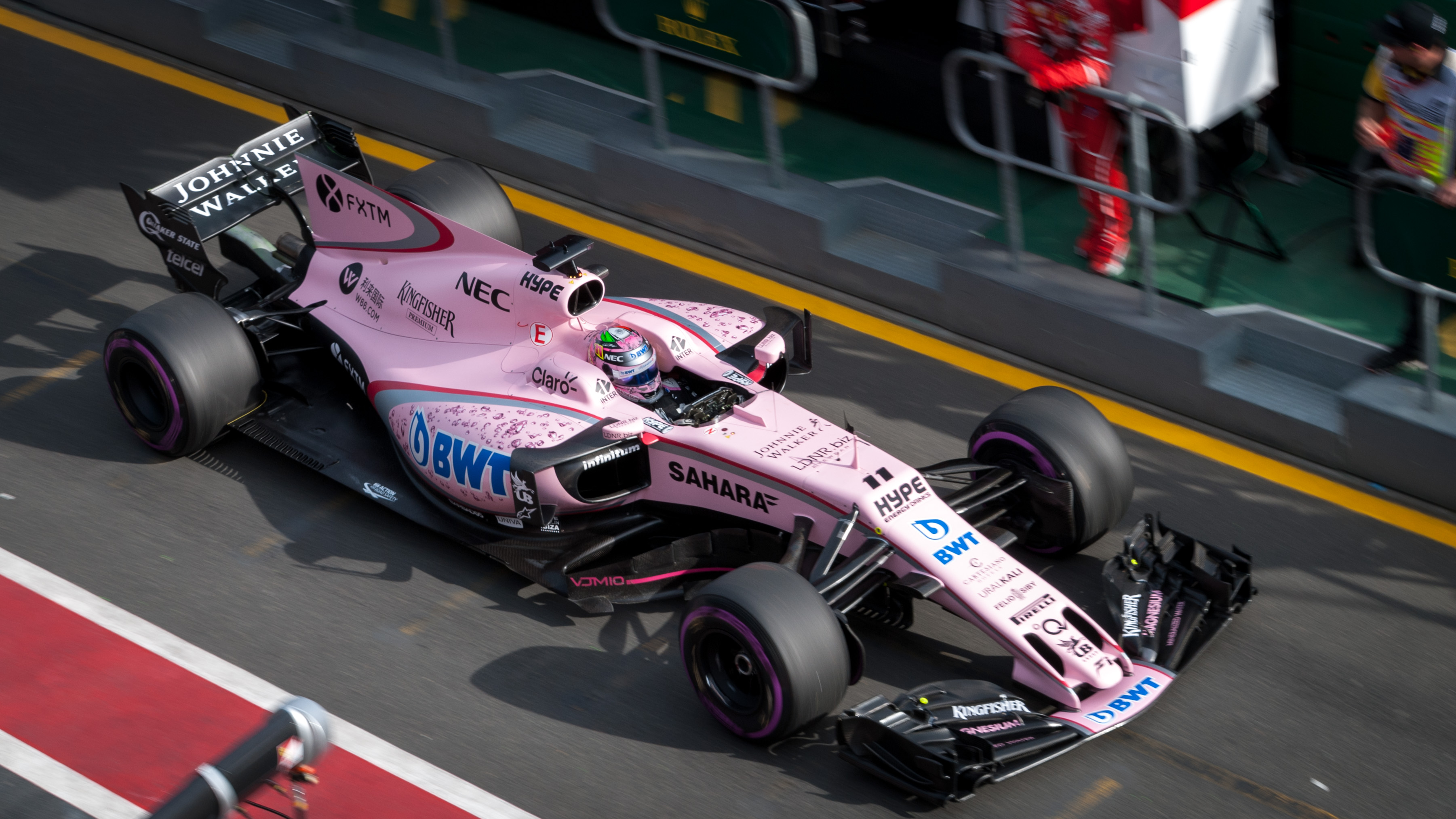
Pérez nella pit-lane del Gran Premio d'Australia 2017.

Nel 2017 Pérez fu affiancato dal francese Esteban Ocon, che aveva esordito nella stagione precedente con la Manor. Nelle prime cinque gare della stagione il messicano continuò la striscia di risultati utili iniziata nel 2016, ottenendo come miglior risultato un quarto posto nel Gran Premio di Spagna. Interrotta la serie positiva con un tredicesimo posto nel Gran Premio di Monaco, nel quale fece segnare il giro più veloce, Pérez tornò a punti in Canada, dove giunse quinto al traguardo. La gara canadese segnò, però, l'inizio di alcuni contrasti col suo più giovane compagno di squadra, al quale Pérez si era rifiutato di cedere la posizione nonostante le comunicazioni in tal senso ricevute dalla scuderia.
Nel successivo Gran Premio d'Azerbaigian Pérez e Ocon vennero a contatto mentre occupavano le posizioni immediatamente a ridosso del podio: il pilota messicano ebbe la peggio e dovette ritirarsi per i danni riportati dalla sua vettura nell'incidente. Dopo tre gare concluse con piazzamenti a punti in Austria, Gran Bretagna e Ungheria, nel Gran Premio del Belgio Pérez fu nuovamente coinvolto in scontri col suo compagno di squadra: un primo contatto senza conseguenze durante la prima tornata fu seguito da un incidente nelle fasi centrali di gara, a causa del quale Pérez scivolò nelle retrovie. Quest'ultimo episodio spinse la scuderia a minacciare i piloti di sospenderli per una gara se si fossero verificati ulteriori contatti. Nelle gare seguenti Pérez riprese a far segnare punti, con un quinto posto nel Gran Premio di Singapore come miglior risultato. Il pilota messicano chiuse la stagione al settimo posto nella classifica assoluta, con 100 punti.

##### 2018

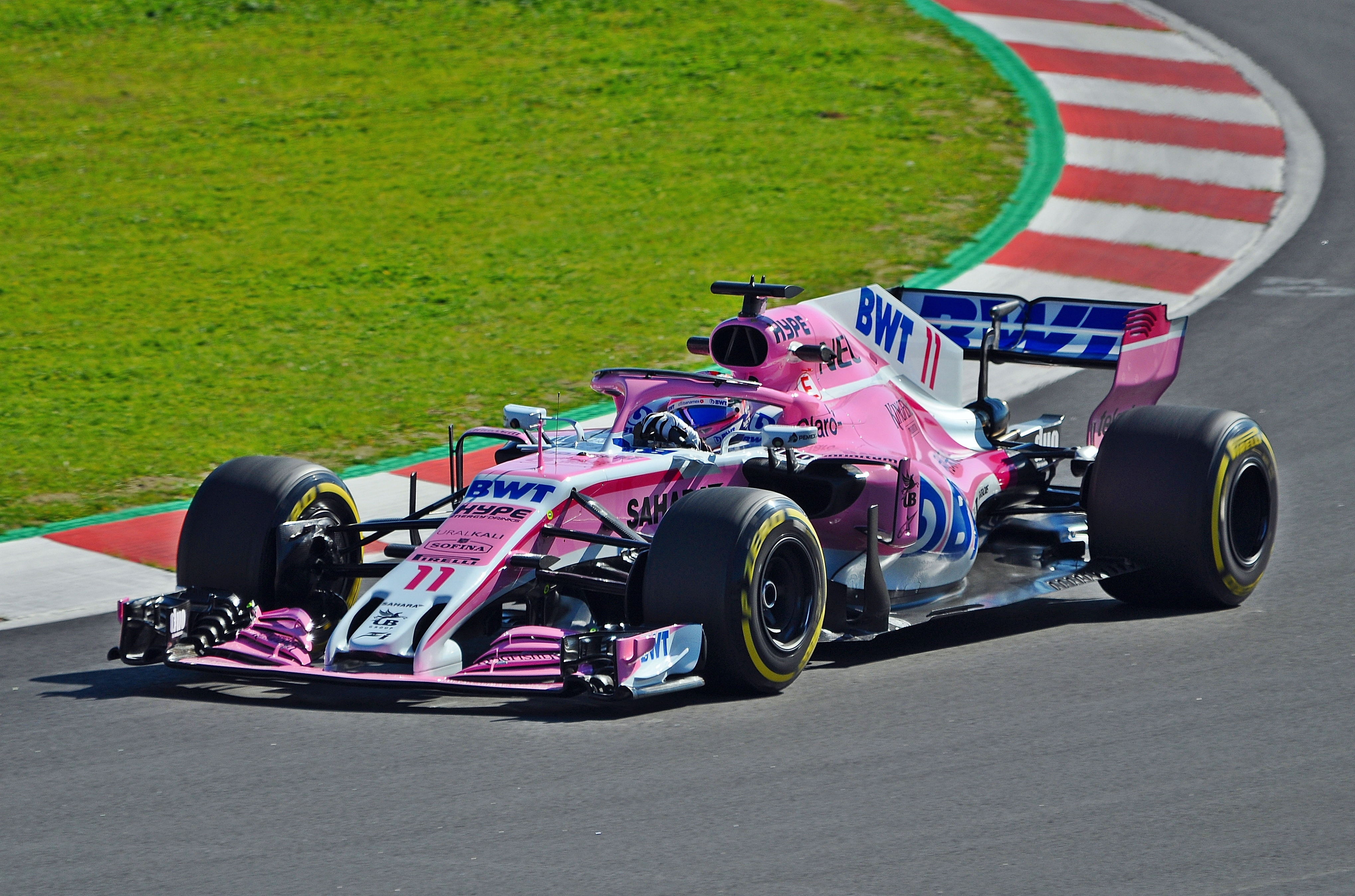
Pérez nel 2018.

Il messicano aprì il 2018 con scarsi risultati nelle prime tre gare. A Baku, grazie ad una gara rocambolesca e con molti ritiri, colse il primo podio stagionale, con un terzo posto. Andò a punti anche in Spagna con un nono posto, ma nelle successive due gare concluse fuori dalla zona punti e in Francia fu costretto al ritiro per un guasto meccanico. Poco prima del Gran Premio del Belgio, nel quale conquistò la quinta posizione davanti al compagno di squadra Esteban Ocon, la Force India comprata da una cordata di imprenditori (tra i quali Lawrence Stroll) e cambiò la propria denominazione in "Racing Point Force India". La squadra perse tutti i punti conquistati fino a quel momento, che non furono però tolti ai piloti. Nelle otto gare rimanenti Pérez giunse a punti sei volte, con due settimi posti in Italia e Giappone come migliori risultati. Durante il primo giro del Gran Premio di Singapore fu protagonista di un contatto con il compagno di squadra che costrinse quest'ultimo al ritiro. Il pilota messicano concluse la stagione all'ottavo posto della classifica piloti, con 62 punti, battendo il compagno di squadra (che chiuse al dodicesimo posto con 49 punti).

#### Racing Point (2019-2020)

##### 2019

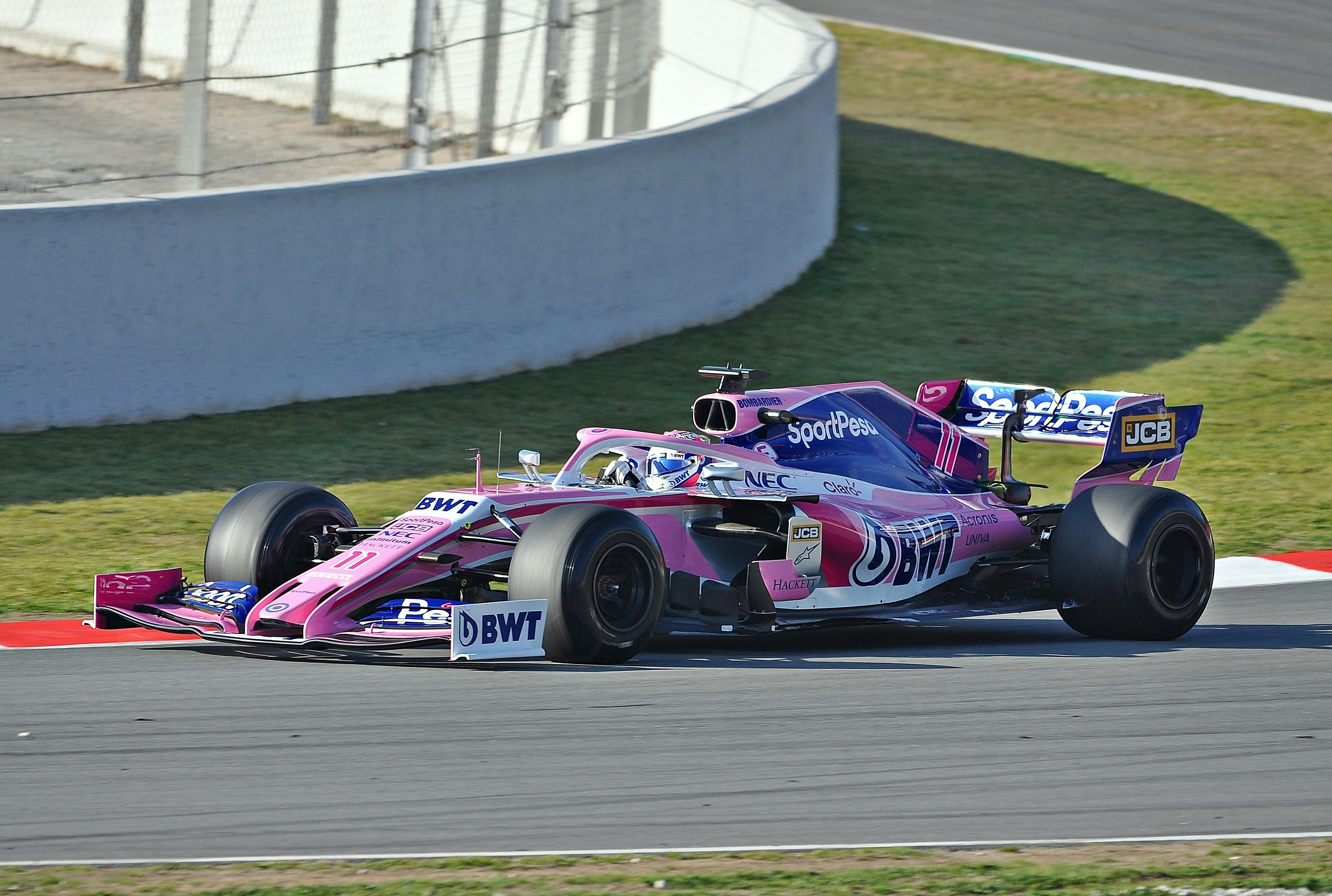
Pérez durante il Gran Premio di Gran Bretagna 2019.

Nel 2019 Pérez rimase alla nuova scuderia Racing Point, erede della Force India. La monoposto non si rivelò all'altezza di quelle schierate nelle stagioni precedenti e nell'inaugurale Gran Premio d'Australia Pérez tagliò il traguardo in tredicesima posizione. Nei successivi tre gran premi chiuse sempre in zona punti, con un sesto posto nel Gran Premio d'Azerbaigian come miglior risultato. 
Nonostante le migliori prestazioni in qualifica rispetto al compagno di squadra Lance Stroll, dopo la gara di Baku Pérez non riuscì a conquistare altri punti per ben otto gare, rimanendo fermo in classifica fino alla pausa estiva. Nella seconda parte di stagione, gli aggiornamenti portati dalla scuderia migliorarono la competitività della monoposto e Pérez diede inizio a una serie di risultati utili, interrotta solo da un ritiro per un problema meccanico nel Gran Premio di Singapore. Il miglior piazzamento rimase il sesto posto di Baku, bissato nel Gran Premio del Belgio; Pérez chiuse la stagione al decimo posto assoluto, con ben 52 punti, contro i soli 21 conquistati da Stroll.

##### 2020

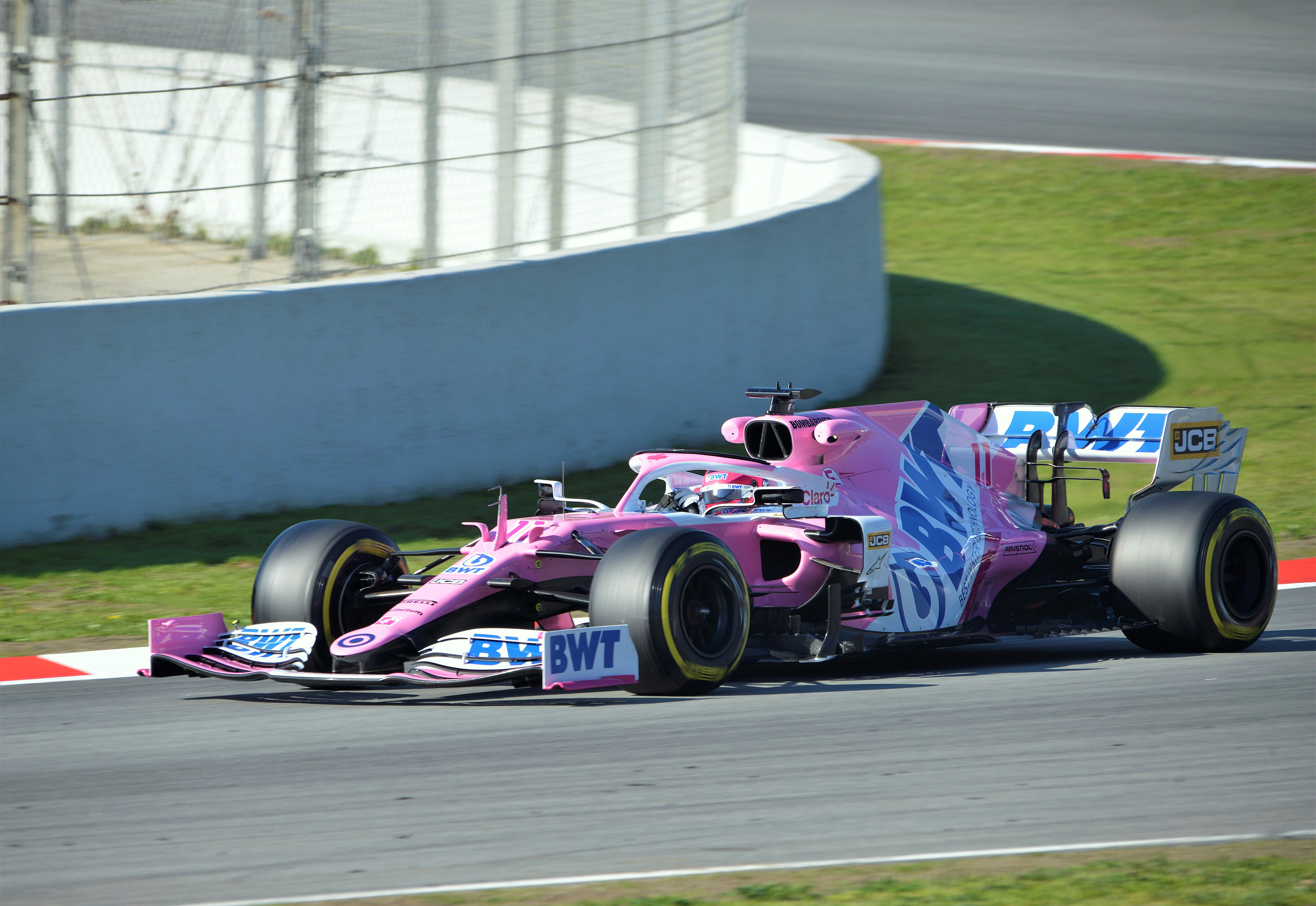
Pérez ai test prestagionali 2020 con la Racing Point RP20.

Dopo ottimi piazzamenti nelle prime tre gare del campionato, fu costretto a non prendere parte al Gran Premio di Gran Bretagna e al successivo Gran Premio del 70º Anniversario in seguito alla sua positività al SARS-CoV-2, e a cedere temporaneamente il suo posto a Nico Hülkenberg. Rientrò a partire dal Gran Premio di Spagna, chiuso in quinta posizione. Nelle successive sette gare arrivò costantemente in zona punti, giungendo quarto nei Gran Premi di Russia e Eifel.
Il 9 settembre 2020 annunciò che dalla stagione 2021 non avrebbe più corso per la scuderia Racing Point, cedendo il posto a Sebastian Vettel.
Nel Gran Premio di Turchia Pérez ottenne il suo primo podio stagionale concludendo la gara al 2º posto, mentre nella gara successiva si ritirò a quattro giri dalla fine mentre si trovava in terza posizione.
Nel Gran Premio di Sakhir ottenne la sua prima vittoria in Formula 1 effettuando una spettacolare rimonta essendosi ritrovato ultimo dopo essere stato coinvolto in un incidente al primo giro con Charles Leclerc. Salendo sul gradino più alto del podio stabilì il nuovo record di maggior numero di gare (191) prima di ottenere una vittoria, precedentemente detenuto da Mark Webber, diventando il primo messicano a vincere in formula 1 dal Gran Premio del Belgio 1970 con Pedro Rodríguez su BRM. Concluse la stagione al 4º posto, con 125 punti, battendo ancora una volta il compagno di squadra.

#### Red Bull (2021-2024)

##### 2021

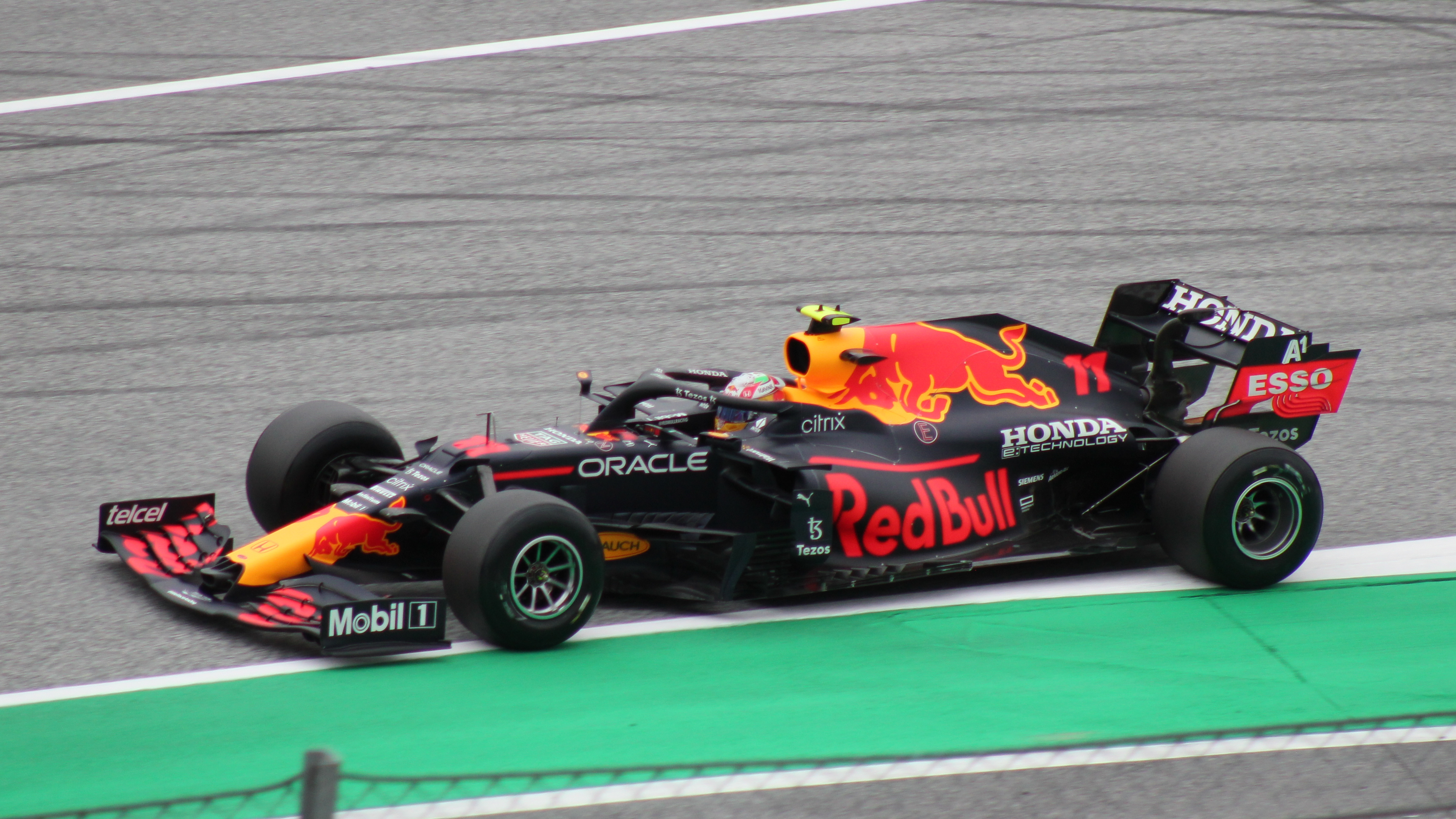
Pérez alla Red Bull nel 2021.

Il 18 dicembre 2020 viene annunciato il suo ingaggio da parte della Red Bull Racing per la stagione 2021 al posto di Alexander Albon (spostato al ruolo di terzo pilota) al fianco di Max Verstappen. Per il pilota messicano le prime quattro gare con il nuovo team si dimostrano abbastanza difficili, con un quarto posto quale miglior risultato. Si qualifica nono per il Gran Premio di Monaco, ed in gara grazie ad un ottimo passo ed una strategia vincente riesce a risalire fino alla quarta posizione. Grazie al suo risultato e alla vittoria di Verstappen la Red Bull sale al primo posto nella classifica costruttori.
Nel Gran Premio d'Azerbaigian parte in sesta posizione ma già dai primi giri riesce a risalire la terza posizione dietro a Lewis Hamilton e Verstappen, supera il britannico con la strategia al pit stop e conquista la vetta quando il suo compagno della Red Bull è costretto al ritiro riuscendo così a conquistare il secondo trionfo in Formula 1. Pérez conquista il suo dodicesimo podio nel Gran Premio di Francia dove arriva terzo superando negli ultimi giri il pilota della Mercedes Valtteri Bottas. Dopo il podio, ottiene altri due piazzamenti a punti in Austria, mentre in Gran Bretagna, dopo un ritiro nella qualifica sprint, conclude la gara in sedicesima posizione conquistando il giro veloce.
Nel weekend del Gran Premio del Belgio arriva ufficialità del rinnovo con il team Red Bull per un altro anno. Nel Gran Premio di Turchia Pérez riesce a tornare a podio, arrivando terzo dopo essere partito dalla sesta casella, risultato poi replicato ai successivi Gran Premio degli Stati Uniti e Gran Premio di Città del Messico, diventando il primo messicano nella storia della Formula 1 ad andare a podio nel suo paese. Dopo due quarti posti a San Paolo e Losail, Pérez non ottiene punti nelle ultime due gare, nonostante la sua difesa nei confronti di Lewis Hamilton al Gran Premio di Abu Dhabi sarà un fattore importante per la conquista del titolo da parte del suo compagno di squadra Max Verstappen. Chiude la stagione al quarto posto nel mondiale piloti con 190 punti.

##### 2022

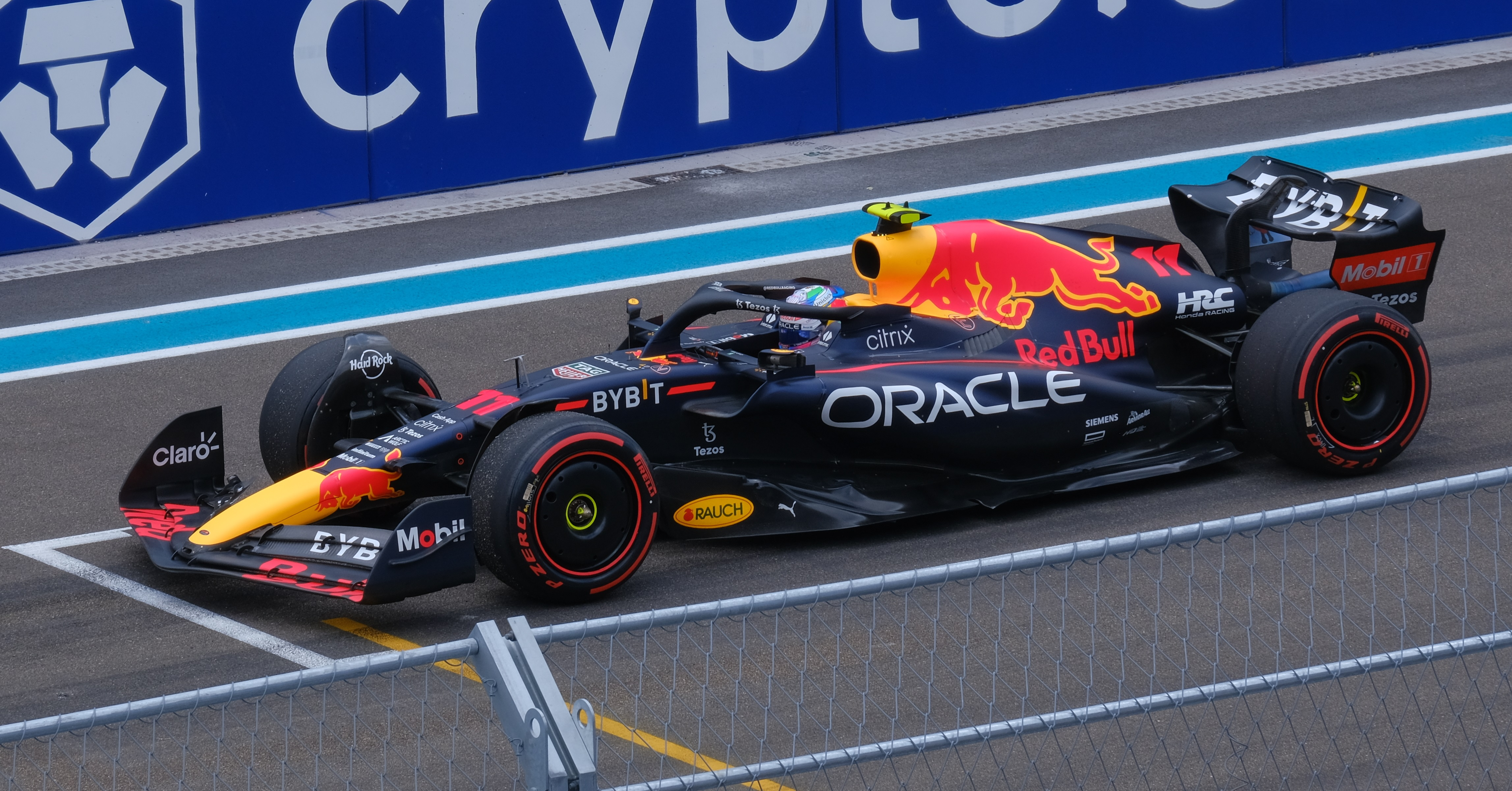
Pérez durante il Gran Premio di Miami 2022.

Pérez viene confermato anche per la stagione 2022 insieme a Verstappen. L'esordio stagionale nel Gran Premio del Bahrein è deludente, entrambe le Red Bull sono costrette al ritiro a pochi giri dalla fine della corsa per problemi al carburante. Nelle qualifiche del Gran Premio d'Arabia Saudita Pérez conquista la sua prima pole position in Formula 1 battendo la Ferrari di Charles Leclerc per soli 25 millesimi, retrocedendo tuttavia al quarto posto in gara. Il primo podio stagionale arriva in Australia, concluso al secondo posto alle spalle del monegasco della Ferrari. A Imola Pérez arriva secondo, completando una doppietta Red Bull che mancava dal Gran Premio della Malesia 2016. Dopo un quarto posto a Miami, Pérez torna sul podio in occasione del Gran Premio di Spagna, concluso al secondo posto alle spalle del compagno di squadra.
Nel successivo Gran Premio di Monaco si qualifica in terza posizione ma grazie alla sua strategia ai box riesce a superare i due piloti della Ferrari e così ottiene la sua terza vittoria in carriera, la prima di quest'anno. diventando il primo pilota nordamericano a vincere a Monaco dal 1981 con Gilles Villeneuve.
Dopo la vittoria nel Gran Premio di Monaco viene annunciato il prolungamento del contratto di Pérez fino a fine del 2024. Dopo essersi qualificato secondo, Pérez coglie la sua quarta vittoria in carriera al Gran Premio di Singapore, mantenendo inoltre la testa della corsa per l'intera durata della gara. Nella fase finale, nonostante tre ulteriori piazzamenti a podio, non riesce a mantenere la seconda posizione in classifica piloti e conclude terzo con 305 punti, di sole 3 lunghezze alle spalle di Charles Leclerc.

##### 2023

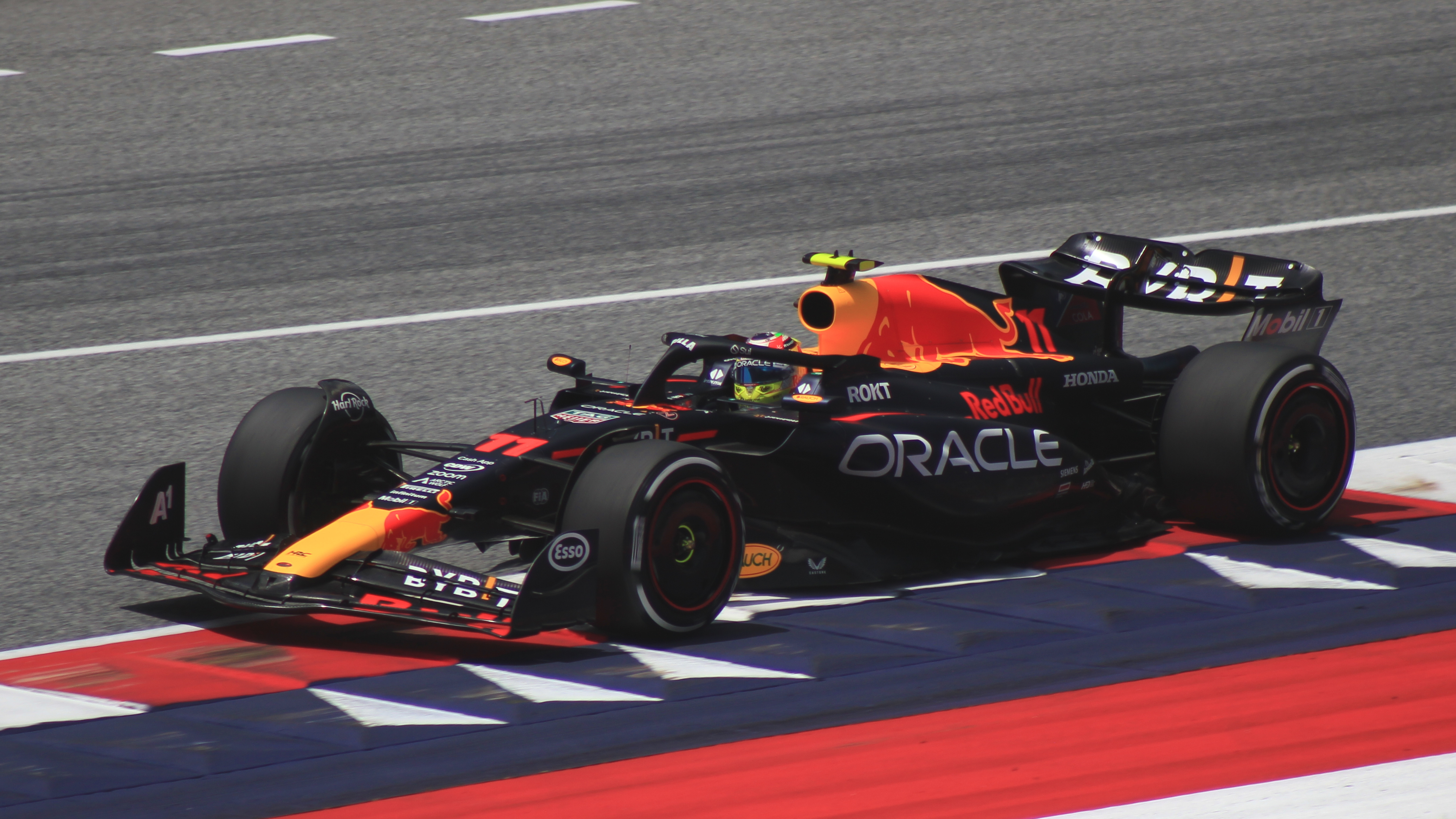
Pérez durante il Gran Premio d'Austria 2023.

Pérez viene confermato anche per la stagione 2023 insieme a Verstappen. L'inizio di campionato è molto positivo per il messicano, tanto da lasciar intendere che potesse lottare per il titolo insieme al compagno di squadra: nelle prime 5 gare vince 2 volte (in Arabia Saudita e in Azerbaigian), si aggiudica una Sprint (sempre a Baku) e arriva 2 volte secondo, scattando anche 2 volte dalla pole (a Jeddah e a Miami). Ma dopo un inizio così brillante, le sue prestazioni via via si fanno sempre meno convincenti, tanto da faticare ad arrivare persino in Q3 nel corso delle qualifiche. Nel resto del mondiale infatti giunge solo altre 5 volte sul podio (2 secondi e 3 terzi posti), oltre a commettere una serie di errori che gli riservano anche diverse critiche, soprattutto se confrontato al rendimento del ben più costante Verstappen. Malgrado queste difficoltà, a fine stagione riesce comunque a concludere secondo nella classifica piloti, suo miglior risultato in Formula 1, con 285 punti (meno della metà di quelli del suo compagno, diventato iridato per la terza volta consecutiva), permettendo così alla Red Bull di centrare per la prima volta nella sua storia la doppietta "primo-secondo posto" nel mondiale piloti.

##### 2024
Nel 2024 rimane in Red Bull con il campione in carica, Verstappen. Il suo inizio di stagione è molto positivo terminando in seconda posizione sia in Bahrain che in Arabia Saudita, in entrambe le occasioni dietro al compagno di squadra. Dopo un quinto posto in Australia, torna a podio in Giappone ancora dietro a Verstappen, mentre in Cina chiude in terza posizione sia nella Sprint che in gara. Chiude terzo anche nella Sprint di Miami, per poi terminare quarto in gara. Tuttavia, dopo queste prime buone prestazioni, a partire dal Gran Premio dell'Emilia-Romagna il suo rendimento precipita, faticando spesso ad andare oltre il Q2 in qualifica e non avvicinandosi nemmeno alle posizioni del podio. Colleziona inoltre due ritiri consecutivi a Monaco e a Montreal, in entrambi casi a seguito di una qualifica disastrosa con l'eliminazione nel primo turno. Nonostante ciò, a giugno la scuderia austriaca decide di rinnovare il suo contratto per altri due anni, fino alla fine del 2026. Nel weekend di gara a Silverstone successivo al rinnovo, Pérez va in ghiaia in Q1 e in gara non riesce a rimontare, complice un errore di strategia, arrivando diciassettesimo al traguardo. Il pilota messicano dopo una lunga serie di prestazioni al di sotto delle aspettative, viene comunque confermato dal team dopo il Gran Premio del Belgio e dopo la sosta estiva.
Nel resto della stagione i suoi risultati peggiorano, con come unica nota in Azerbaijan dove lotta per il podio ma è coinvolto in un incidente con Sainz Jr. a due giri dal termine. Fino al termine della stagione, il messicano non riesce più a centrare una top cinque in gara e spesso fatica a trovare anche la zona punti chiudendo la stagione all'ottavo posto con 152 punti e quattro podi, tutti ottenuti nelle prime cinque gare. Pur avendo un contratto fino alla stagione 2026, il 18 dicembre successivo, il team austriaco decide di separarsi con Pérez dopo quattro stagioni.

## Risultati

### Riepilogo
| Stagione | Categoria                              | Squadra                 | Gare | Vittorie | Pole | Podi | Punti | Pos. |
| -------- | -------------------------------------- | ----------------------- | ---- | -------- | ---- | ---- | ----- | ---- |
| 2004     | Skip Barber National Championship      | Telmex Racing           | 14   | 0        | 0    | -    | 77    | 11º  |
| 2005     | Formula BMW ADAC                       | Team Rosberg            | 19   | 0        | 0    | 1    | 37    | 14º  |
| 2006     | Formula BMW ADAC                       | ADAC Berlin-Brandenburg | 18   | 0        | 0    | 2    | 112   | 6º   |
| 2006–07  | A1 Grand Prix                          | A1 Team Mexico          | 2    | 0        | 0    | 0    | 35†   | 10º† |
| 2007     | British Formula Three – National Class | T-Sport                 | 21   | 14       | 14   | 19   | 376   | 1º   |
| 2008     | British Formula Three                  | T-Sport                 | 22   | 4        | 0    | 7    | 195   | 4º   |
| 2008–09  | GP2 Asia Series                        | Campos Grand Prix       | 11   | 2        | 0    | 3    | 26    | 7º   |
| 2009     | GP2 Series                             | Arden International     | 20   | 0        | 0    | 2    | 22    | 12º  |
| 2009–10  | GP2 Asia Series                        | Barwa Addax Team        | 4    | 0        | 0    | 0    | 5     | 15º  |
| 2010     | GP2 Series                             | Barwa Addax Team        | 20   | 5        | 1    | 7    | 71    | 2º   |
| 2011     | Formula 1                              | Sauber                  | 17   | 0        | 0    | 0    | 14    | 16º  |
| 2012     | Formula 1                              | Sauber                  | 20   | 0        | 0    | 3    | 66    | 10º  |
| 2013     | Formula 1                              | McLaren                 | 19   | 0        | 0    | 0    | 49    | 11º  |
| 2014     | Formula 1                              | Force India             | 18   | 0        | 0    | 1    | 59    | 10º  |
| 2015     | Formula 1                              | Force India             | 19   | 0        | 0    | 1    | 78    | 9º   |
| 2016     | Formula 1                              | Force India             | 21   | 0        | 0    | 2    | 101   | 7º   |
| 2017     | Formula 1                              | Force India             | 20   | 0        | 0    | 0    | 100   | 7º   |
| 2018     | Formula 1                              | Force India             | 21   | 0        | 0    | 1    | 62    | 8º   |
| 2019     | Formula 1                              | Racing Point            | 21   | 0        | 0    | 0    | 52    | 10º  |
| 2020     | Formula 1                              | Racing Point            | 15   | 1        | 0    | 2    | 125   | 4º   |
| 2021     | Formula 1                              | Red Bull                | 22   | 1        | 0    | 5    | 190   | 4º   |
| 2022     | Formula 1                              | Red Bull                | 22   | 2        | 1    | 11   | 305   | 3º   |
| 2023     | Formula 1                              | Red Bull                | 22   | 2        | 2    | 9    | 285   | 2º   |
| 2024     | Formula 1                              | Red Bull                | 24   | 0        | 0    | 4    | 152   | 8º   |

† Compresi i punti conquistati da altri piloti.

### Risultati in GP2 Series
(Le gare in grassetto indicano la pole position, quelle in corsivo il giro veloce)
| Anno | Squadra             | 1          | 2           | 3          | 4         | 5           | 6          | 7          | 8          | 9         | 10         | 11          | 12         | 13        | 14          | 15          | 16        | 17          | 18          | 19          | 20          | Punti | Pos |
| ---- | ------------------- | ---------- | ----------- | ---------- | --------- | ----------- | ---------- | ---------- | ---------- | --------- | ---------- | ----------- | ---------- | --------- | ----------- | ----------- | --------- | ----------- | ----------- | ----------- | ----------- | ----- | --- |
| 2009 | Arden International | ESP FEA 14 | ESP SPR 17  | MON FEA 12 | MON SPR 9 | TUR FEA Rit | TUR SPR 16 | GBR FEA 4  | GBR SPR 6  | GER FEA 8 | GER SPR 20 | HUN FEA Rit | HUN SPR 16 | VAL FEA 3 | VAL SPR 2   | BEL FEA Rit | BEL SPR 4 | ITA FEA Rit | ITA SPR Rit | POR FEA Rit | POR SPR 11  | 22    | 12º |
| 2010 | Barwa Addax Team    | ESP FEA 4  | ESP SPR Rit | MON FEA 1  | MON SPR 6 | TUR FEA DSQ | TUR SPR 7  | VAL FEA 11 | VAL SPR 16 | GBR FEA 5 | GBR SPR 1  | GER FEA 2   | GER SPR 1  | HUN FEA 3 | HUN SPR Rit | BEL FEA 7   | BEL SPR 1 | ITA FEA Rit | ITA SPR 13  | ABU FEA 1   | ABU SPR Rit | 71    | 2º  |

### Risultati in GP2 Asia Series
(Le gare in grassetto indicano la pole position, quelle in corsivo il giro veloce)
| Anno    | Squadra           | 1           | 2         | 3           | 4          | 5          | 6           | 7         | 8         | 9           | 10        | 11          | 12         | Punti | Pos |
| ------- | ----------------- | ----------- | --------- | ----------- | ---------- | ---------- | ----------- | --------- | --------- | ----------- | --------- | ----------- | ---------- | ----- | --- |
| 2008–09 | Campos Grand Prix | CHN FEA Rit | CHN SPR 7 | DUB FEA 6   | DUB SPR C  | BHR1 FEA 8 | BHR1 SPR 1  | QAT FEA 2 | QAT SPR 1 | MYS FEA Rit | MYS SPR 6 | BHR2 FEA 12 | BHR2 SPR 9 | 26    | 7º  |
| 2009–10 | Barwa Addax Team  | ABU1 FEA    | ABU1 SPR  | ABU2 FEA 12 | ABU2 SPR 4 | BHR1 FEA 7 | BHR1 SPR 17 | BHR2 FEA  | BHR2 SPR  |             |           |             |            | 5     | 15º |

### Risultati in Formula 1
| 2011 | Scuderia | Vettura |    |     |    |    |   |    |    |    |   |    |    |     |     |    |   |    |    |    |    |  |  |  |  |  | Punti | Pos. |
| ---- | -------- | ------- | -- | --- | -- | -- | - | -- | -- | -- | - | -- | -- | --- | --- | -- | - | -- | -- | -- | -- |  |  |  |  |  | ----- | ---- |
| 2011 | Sauber   | C30     | SQ | Rit | 17 | 14 | 9 | NP | SP | 11 | 7 | 11 | 15 | Rit | Rit | 10 | 8 | 16 | 10 | 11 | 13 |  |  |  |  |  | 14    | 16º  |

| 2012 | Scuderia | Vettura |   |   |    |    |     |    |   |   |     |   |    |     |   |    |     |    |     |    |    |     |  |  |  |  | Punti | Pos. |
| ---- | -------- | ------- | - | - | -- | -- | --- | -- | - | - | --- | - | -- | --- | - | -- | --- | -- | --- | -- | -- | --- |  |  |  |  | ----- | ---- |
| 2012 | Sauber   | C31     | 8 | 2 | 11 | 11 | Rit | 11 | 3 | 9 | Rit | 6 | 14 | Rit | 2 | 10 | Rit | 11 | Rit | 15 | 11 | Rit |  |  |  |  | 66    | 10º  |

| 2013 | Scuderia | Vettura |    |   |    |   |   |     |    |     |   |   |    |    |   |    |    |   |   |   |   |  |  |  |  |  | Punti | Pos. |
| ---- | -------- | ------- | -- | - | -- | - | - | --- | -- | --- | - | - | -- | -- | - | -- | -- | - | - | - | - |  |  |  |  |  | ----- | ---- |
| 2013 | McLaren  | MP4-28  | 11 | 9 | 11 | 6 | 9 | 16* | 11 | 20* | 8 | 9 | 11 | 12 | 8 | 10 | 15 | 5 | 9 | 7 | 6 |  |  |  |  |  | 49    | 11º  |

| 2014 | Scuderia    | Vettura |    |    |   |   |   |     |    |   |    |    |     |   |   |   |    |    |     |    |   |  |  |  |  |  | Punti | Pos. |
| ---- | ----------- | ------- | -- | -- | - | - | - | --- | -- | - | -- | -- | --- | - | - | - | -- | -- | --- | -- | - |  |  |  |  |  | ----- | ---- |
| 2014 | Force India | VJM07   | 10 | NP | 3 | 9 | 9 | Rit | 11 | 6 | 11 | 10 | Rit | 8 | 7 | 7 | 10 | 10 | Rit | 15 | 7 |  |  |  |  |  | 59    | 10º  |

| 2015 | Scuderia    | Vettura |    |    |    |   |    |   |    |   |   |     |   |   |   |    |   |   |   |    |   |  |  |  |  |  | Punti | Pos. |
| ---- | ----------- | ------- | -- | -- | -- | - | -- | - | -- | - | - | --- | - | - | - | -- | - | - | - | -- | - |  |  |  |  |  | ----- | ---- |
| 2015 | Force India | VJM08   | 10 | 13 | 11 | 8 | 13 | 7 | 11 | 9 | 9 | Rit | 5 | 6 | 7 | 12 | 3 | 5 | 8 | 12 | 5 |  |  |  |  |  | 78    | 9º   |

| 2016 | Scuderia    | Vettura |    |    |    |   |   |   |    |   |     |   |    |    |   |   |   |   |   |   |    |   |   |  |  |  | Punti | Pos. |
| ---- | ----------- | ------- | -- | -- | -- | - | - | - | -- | - | --- | - | -- | -- | - | - | - | - | - | - | -- | - | - |  |  |  | ----- | ---- |
| 2016 | Force India | VJM09   | 13 | 16 | 11 | 9 | 7 | 3 | 10 | 3 | 17* | 6 | 11 | 10 | 5 | 8 | 8 | 6 | 7 | 8 | 10 | 4 | 8 |  |  |  | 101   | 7º   |

| 2017 | Scuderia    | Vettura |   |   |   |   |   |    |   |     |   |   |   |     |   |   |   |   |   |   |   |   |  |  |  |  | Punti | Pos. |
| ---- | ----------- | ------- | - | - | - | - | - | -- | - | --- | - | - | - | --- | - | - | - | - | - | - | - | - |  |  |  |  | ----- | ---- |
| 2017 | Force India | VJM10   | 7 | 9 | 7 | 6 | 4 | 13 | 5 | Rit | 7 | 9 | 8 | 17* | 9 | 5 | 6 | 7 | 8 | 7 | 9 | 7 |  |  |  |  | 100   | 7º   |

| 2018 | Scuderia    | Vettura |    |    |    |   |   |    |    |     |   |    |   |    |   |   |    |    |   |   |     |    |   |  |  |  | Punti | Pos. |
| ---- | ----------- | ------- | -- | -- | -- | - | - | -- | -- | --- | - | -- | - | -- | - | - | -- | -- | - | - | --- | -- | - |  |  |  | ----- | ---- |
| 2018 | Force India | VJM11   | 11 | 16 | 12 | 3 | 9 | 12 | 14 | Rit | 7 | 10 | 7 | 14 | 5 | 7 | 16 | 10 | 7 | 8 | Rit | 10 | 8 |  |  |  | 62    | 8º   |

| 2019 | Scuderia     | Vettura |    |    |   |   |    |    |    |    |    |    |     |    |   |   |     |   |   |   |    |   |   |  |  |  | Punti | Pos. |
| ---- | ------------ | ------- | -- | -- | - | - | -- | -- | -- | -- | -- | -- | --- | -- | - | - | --- | - | - | - | -- | - | - |  |  |  | ----- | ---- |
| 2019 | Racing Point | RP19    | 13 | 10 | 8 | 6 | 15 | 12 | 12 | 12 | 11 | 17 | Rit | 11 | 6 | 7 | Rit | 7 | 8 | 7 | 10 | 9 | 7 |  |  |  | 52    | 10º  |

| 2020 | Scuderia     | Vettura |   |   |   |  |  |   |    |    |   |   |   |   |   |   |     |   |     |  |  |  |  |  |  |  | Punti | Pos. |
| ---- | ------------ | ------- | - | - | - |  |  | - | -- | -- | - | - | - | - | - | - | --- | - | --- |  |  |  |  |  |  |  | ----- | ---- |
| 2020 | Racing Point | RP20    | 6 | 6 | 7 |  |  | 5 | 10 | 10 | 5 | 4 | 4 | 7 | 6 | 2 | 18* | 1 | Rit |  |  |  |  |  |  |  | 125   | 4º   |

| 2021 | Scuderia | Vettura |   |    |   |   |   |   |   |   |   |    |     |    |   |   |   |   |   |   |   |   |     |     |  |  | Punti | Pos. |
| ---- | -------- | ------- | - | -- | - | - | - | - | - | - | - | -- | --- | -- | - | - | - | - | - | - | - | - | --- | --- |  |  | ----- | ---- |
| 2021 | Red Bull | RB16B   | 5 | 11 | 4 | 5 | 4 | 1 | 3 | 4 | 6 | 16 | Rit | 19 | 8 | 5 | 9 | 3 | 3 | 3 | 4 | 4 | Rit | 15* |  |  | 190   | 4º   |

| 2022 | Scuderia | Vettura |     |   |   |    |   |   |   |   |     |   |      |   |   |   |   |   |   |   |   |   |    |   |  |  | Punti | Pos. |
| ---- | -------- | ------- | --- | - | - | -- | - | - | - | - | --- | - | ---- | - | - | - | - | - | - | - | - | - | -- | - |  |  | ----- | ---- |
| 2022 | Red Bull | RB18    | 18* | 4 | 2 | 23 | 4 | 2 | 1 | 2 | Rit | 2 | Rit5 | 4 | 5 | 2 | 5 | 6 | 1 | 2 | 4 | 3 | 75 | 3 |  |  | 305   | 3º   |

| 2023 | Scuderia | Vettura |   |   |   |   |   |    |   |   |    |   |   |   |   |   |   |     |    |    |     |    |   |   |  |  | Punti | Pos. |
| ---- | -------- | ------- | - | - | - | - | - | -- | - | - | -- | - | - | - | - | - | - | --- | -- | -- | --- | -- | - | - |  |  | ----- | ---- |
| 2023 | Red Bull | RB19    | 2 | 1 | 5 | 1 | 2 | 16 | 4 | 6 | 32 | 6 | 3 | 2 | 4 | 2 | 8 | Rit | 10 | 45 | Rit | 43 | 3 | 4 |  |  | 285   | 2º   |

| 2024 | Scuderia | Vettura |   |   |   |   |   |    |   |     |     |   |    |    |   |   |   |   |     |    |   |    |     |    |     |     | Punti | Pos. |
| ---- | -------- | ------- | - | - | - | - | - | -- | - | --- | --- | - | -- | -- | - | - | - | - | --- | -- | - | -- | --- | -- | --- | --- | ----- | ---- |
| 2024 | Red Bull | RB20    | 2 | 2 | 5 | 2 | 3 | 43 | 8 | Rit | Rit | 8 | 78 | 17 | 7 | 7 | 6 | 8 | 17* | 10 | 7 | 17 | 118 | 10 | Rit | Rit | 154   | 8º   |

| Legenda | 1º posto     | 2º posto | 3º posto    | A punti         | Senza punti/Non class.  | Grassetto – Pole position Corsivo – Giro più veloce Apice – Risultato Sprint (A punti) |
| Legenda | Squalificato | Ritirato | Non partito | Non qualificato | Solo prove/Terzo pilota | Grassetto – Pole position Corsivo – Giro più veloce Apice – Risultato Sprint (A punti) |

* Non ha terminato, ma è stato classificato in quanto aveva completato più del 90% della distanza di gara.

## Vita privata
Sergio è il terzo di tre fratelli, dopo Paola e Antonio (ex pilota di NASCAR México e SuperCopa Telcel, legato a sua volta alla Escudería Telmex). I genitori sono Marilú Mendoza e Antonio Pérez Garibay, ex pilota e preparatore di auto da corsa.
Carlos Slim Helú ha sponsorizzato la sua carriera sportiva da quando aveva 15 anni attraverso la sponsor Telmex. 
È amico intimo del calciatore Javier Hernández. 
Ha rivelato che se non fosse stato un pilota avrebbe voluto fare l'avvocato.
Ha creato la Fondazione "Checo Pérez" che ha lo scopo di sostenere i gruppi vulnerabili, in particolare i minori, presieduta dalla sorella. 
Sono state effettuate aste con oggetti pregiati per gli appassionati di motorsport a sostegno delle associazioni no profit che, tra le altre cause, supportano la ricerca contro il cancro.

### Controversie
Nel luglio 2014, in un'intervista ad Antena 3 durante il GP di Gran Bretagna, gli fu chiesta un'opinione sulle donne in Formula 1, in particolare Susie Wolff all'epoca collaudatrice della Williams. Pérez rispose "È una grande pilota, ma essendo un circuito molto difficile quello su cui ha corso, da lei non ci si potevano aspettare grandi cose". Alla domanda se avrebbe potuto essere sua compagna di team, rispose: "Sarei a disagio ad avere un compagno di squadra donna. Pensa se ti batte... No, no meglio che stiano in cucina, le donne, piuttosto che in macchina". La dichiarazione fu criticata come sessista dai media e dai social network. Pérez replicò su Twitter che stava scherzando e non voleva offendere nessuno. La Wolff ha dichiarato che Pérez è stato travisato.